# Calumma gastrotaenia
Calumma gastrotaenia Boulenger, 1888 è un piccolo sauro della famiglia Chamaeleonidae, endemico del Madagascar.

## Conservazione
La IUCN Red List classifica C. gastrotaenia come specie a basso rischio (Least Concern).
La specie è inserita nella Appendice II della Convention on International Trade of Endangered Species (CITES).